# Alexia Rasmussen
Pour les articles homonymes, voir Rasmussen.
Alexia Rasmussen, née le 16 janvier 1979 à Brooklyn (New York), est une actrice américaine.

## Filmographie
- 2008 : The Steam-Room Crooner (court métrage) : Tammy
- 2009 : Tanner Hall (en) : Gretchen
- 2009 : The Queen of Greenwich Village (court métrage) : Tess jeune
- 2010 : Mary Last Seen (court métrage) : Mary
- 2010 : Listen to Your Heart : Ariana
- 2010 : Charley (court métrage) : Courtney[1]
- 2010 : The Choctaw Funeral Cry (court métrage) : Annie
- 2011 : Our Idiot Brother : Chloe
- 2011 : Pandemic 41.410806, -75.654259 (court métrage) : Bree
- 2011 : Losers Take All : Vicky
- 2011 : Memory by Design (court métrage)
- 2011 : RearView (court métrage) : Cady
- 2012 : The Comedy : la jeune femme
- 2012 : California Solo (en) : Beau
- 2012 : Blue Bloods (série télévisée) : Sophia Babikov
- 2012 : Coney (court métrage) : Alice[2]
- 2013 : Kilimanjaro : Clare[3]
- 2013 : Loves of a Cyclops (court métrage) : Ivy
- 2013 : Zero Hour (série télévisée) : Rose jeune
- 2013 : Proxy : Esther Woodhouse
- 2014 : Little Accidents : Nellie
- 2014 : Believe (série télévisée) : Taryn Wooten (2 épisodes)
- 2014 : Gabriel : Kelly
- 2014 : Last Weekend : Vanessa Sanford
- 2015 : Creative Control : Sophie
- 2015 : Bloomin Mud Shuffle : Monica
- 2015 : The Missing Girl : Ellen Peter
- 2015 : Master of None (série télévisée) : Alex
- 2016 : Vincent (court métrage) : Alexis Granado[4]
- 2016 : Valeria (court métrage) : Eva[5]
- 2017 : Tilt : Joanne Burns
- 2018 : The Ghost Who Walks : Lena
- 2019 : A Sweet Life : Kat Dawson
- 2020 : Son of Monarchs d'Alexis Gambis